# Villacarrillo
Villacarrillo település Spanyolországban, Jaén tartományban. Villacarrillo Sabiote, Santisteban del Puerto, Iznatoraf, Villanueva del Arzobispo, Santiago-Pontones, Santo Tomé és Úbeda községekkel határos. Lakosainak száma 10 320 fő (2024).

## Népesség
A település népessége az elmúlt években az alábbi módon változott:
| Lakosok száma | 11 073 | 11 081 | 11 117 | 11 294 | 11 442 | 11 092 | 10 857 | 10 726 | 10 484 | 10 320 |
|               | 2001   | 2004   | 2007   | 2009   | 2012   | 2014   | 2017   | 2019   | 2022   | 2024   |